# Velocidad areolar

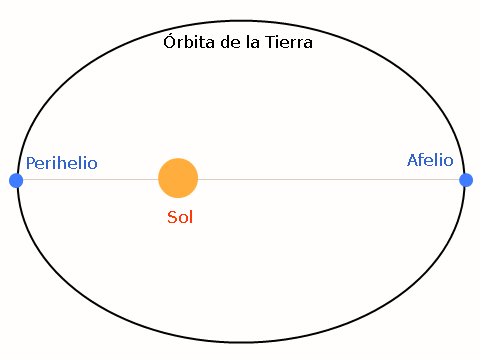
Representación de la órbita terrestre alrededor del sol, incluyendo el perihelio y el afelio

La velocidad areolar es el área barrida por el vector de posición en la unidad de tiempo.

## Definiciones
La definición de velocidad areolar aportada por la Real Academia de Ingeniería es:
Referida a un punto material sometido a una fuerza central, área barrida por el radio de ese punto móvil en la unidad de tiempo.
La velocidad areolar se calcula a través de la derivada con respecto al tiempo del área barrida por el radio vector:
{\displaystyle {\vec {v}}_{a}={\operatorname {d} \!{\vec {A}} \over \operatorname {d} \!t}}
Siendo {\displaystyle {\vec {A}}} el área barrida por el radio vector y {\displaystyle t} el tiempo que tarda en hacerlo. Se mide en metros cuadrados por segundo {\displaystyle \left({\frac {m^{2}}{s}}\right)}
Asimismo, la velocidad areolar media se expresa como:
{\displaystyle {\vec {v}}_{a}={\frac {\Delta {\vec {A}}}{\Delta t}}}
Y partiendo de la velocidad areolar media se puede deducir también la expresión de la velocidad areolar instantánea:
{\displaystyle {\vec {v}}_{a}=\lim _{\Delta {t}\rightarrow {0}}{\frac {\Delta {\vec {A}}}{\Delta {t}}}={\frac {\mathrm {d} {\vec {A}}}{\mathrm {d} t}}}
También puede expresarse en función de la velocidad, la masa, el momento lineal o el momento angular, como:
{\displaystyle v_{a}={\operatorname {d} \!A \over \operatorname {d} \!t}={\frac {1}{2}}\cdot |{\vec {r}}\times {\vec {v}}|={\frac {1}{2m}}\cdot |{\vec {r}}\times m{\vec {v}}|={\frac {1}{2m}}\cdot |{\vec {r}}\times {\vec {p}}|={\frac {||{\vec {L}}||}{2m}}}

## Relación con la Segunda Ley de Kepler
Johannes Kepler descubrió que el vector de posición de cualquier planeta respecto del Sol barre áreas iguales de la elipse en tiempos iguales. Esta propiedad es consecuencia de la Ley de conservación del momento angular y queda plasmada en la Segunda Ley de Kepler, que enuncia que la velocidad areolar se mantiene constante. Esto implica que la velocidad del planeta en su órbita elíptica es mayor cuanto más cerca está del Sol (foco) y por tanto del perihelio, recorriendo más espacio, y es menor cuando está más alejado, por la zona del afelio, recorriendo un trayecto más corto. Este término puede ser aplicado también al movimiento de los satélites naturales y satélites artificiales.